# Conus ceylonensis
Conus ceylonensis é uma espécie de gastrópode do gênero Conus, pertencente a família Conidae.